# گلن دونگال
گلن دونگال (انگلیسی: Glen Donegal؛ زادهٔ ۲۰ ژوئن ۱۹۶۹) بازیکن فوتبال اهل بریتانیا است.
از باشگاه‌هایی که در آن بازی کرده‌است می‌توان به باشگاه فوتبال آیلزبری یونایتد و باشگاه فوتبال نورث‌همپتون تاون اشاره کرد.